# 短鰭硬頭魚
短鰭硬頭魚(学名：Craterocephalus pauciradiatus），為輻鰭魚綱銀漢魚目銀漢魚科的其中一種，分布於澳洲半鹹水流域，體長可達10公分，為熱帶魚類，棲息在沿岸水域，生活習性不明。